# Leonard Coleman (fútbol americano)
Leonard David Coleman (n. Boynton Beach, 30 de enero de 1962) es un exjugador estadounidense de fútbol americano que ocupaba en la posición de cornerback en la Liga Nacional de Fútbol (del inglés: National Football League) durante la década de 1980. Jugó fútbol americano universitario en la Universidad Vanderbilt, siendo reclutado por los Indianapolis Colts en el Draft de la NFL de 1984, siendo el primer jugador seleccionado por el equipo, tras su traslado desde Baltimore, Maryland.